# Karl von Bülow
Karl von Bülow (Berlino, 24 aprile 1846 – Berlino, 31 agosto 1921) è stato un generale tedesco, al comando della 2ª Armata durante la prima guerra mondiale dal 1914 al 1915.

## Biografia
Nato a Berlino da una famiglia militare prussiana, Karl von Bülow si arruolò nell'esercito durante la guerra austro-prussiana del 1866; nella guerra franco-prussiana del 1871 prestò servizio come capitano nello Stato maggiore generale tedesco. Nel 1884 fu promosso colonnello e assegnato al 9º Reggimento di fanteria della Guardia. Nel 1897 divenne direttore del dipartimento centrale del ministero della Guerra. Fu comandante del III Corpo d'armata dal 1903 sino alla nomina a ispettore della 3ª Armata nel 1912, poco prima dello scoppio della prima guerra mondiale.
Assegnato alla 2ª Armata nell'agosto del 1914, comandò l'invasione del Belgio catturando la fortezza di Namur il 22-23 agosto 1914. Avanzando in Francia, von Bülow sconfisse la 5ª Armata francese a Charleroi il 23-24 agosto, e ancora a Saint-Quentin il 29-30 dello stesso mese. Quando la 2ª Armata, insieme con la 1ª Armata del generale Alexander von Kluck, si avvicinò a Parigi dal 31 agosto al 2 settembre, von Bülow, preoccupato per la vasta breccia che si era venuta a creare fra le due armate in avanzata, ordinò a von Kluck di dirigere la 1ª Armata sulla propria sinistra perché offrisse sostegno all'ala destra della 2ª.
Questa decisione tuttavia provocò la deviazione di von Kluck a sud-est di Parigi, invece che a nord-ovest come previsto dal Piano Schlieffen e compromise l'offensiva. Di fronte poi al contrattacco alleato che si insinuò nella breccia (battaglia della Marna, 5-12 settembre), le due armate dovettero ritirarsi sull'Aisne. Fu promosso feldmaresciallo nel gennaio dell'anno successivo. Dopo aver accusato un attacco cardiaco due mesi dopo, fu messo a riposo all'inizio del 1916. Si stabilì a Berlino, dove morì il 31 agosto 1921.